# Lea Urban
Lea Urban (* 1994 in München) ist eine deutsche Schauspielerin und Sängerin.
Urban besuchte zwischen 2013 und 2015 die Schauspielschule Zerboni in München. Sie arbeitete am Theater in Fürth. Während der Corona-Pandemie verlagerte sie sich auf Modeln und Singen. Als Sängerin hat sie den Künstlernamen Yellow.

## Filmographie
- 2015: Um Himmels Willen
- 2016: Ai
- 2017: Replace
- 2017: Hubert ohne Staller
- 2018: The Voice of the Turtle
- 2017, 2020: Dahoam is Dahoam
- 2021: Die Rosenheim-Cops
- 2021: Smartphone
- 2021: Reiterhof Wildenstein
- 2021: One Night Off
- 2022: Zurück aufs Eis